# آلبرت پرینس کاکس
آلبرت پرینس کاکس (انگلیسی: Albert Prince-Cox; ۸ اوت ۱۸۹۰ – ۲۶ اکتبر ۱۹۶۷) بازیکن فوتبال اهل بریتانیا بود.
از باشگاه‌هایی که در آن بازی کرده‌است می‌توان به باشگاه فوتبال گلاستر سیتی اشاره کرد.